# Río Soummam
El río Soummam (en árabe  وادي الصومام, en cabilio ⴰⵙⵉⴼ ⴰⵄⴻⴱⴱⴰⵙ Asif Aɛebbas) es un río en el norte de Argelia, que surge a partir  de la confluencia del Oued Sahel y el Oued Bou Sellam junto a  Akbou y desemboca en el mar Mediterráneo en Bugía.

## Descripción
Las aguas que llegan al mar nacen en los Montes de Ain Oulmane, al sur de Sétif, en el Monte Dirah, al sur de Bouira, y en el extremo occidental del Djurdjura. De hecho, la geografía física de la región sitúa las fuentes más al sur del Soummam en los límites de la zona semiárida caracterizada por los rigores de un clima continental, mientras que las fuentes más cercanas están localizadas en zonas húmedas de clima templado. El Soummam constituye una red hidrográfica densa y bien abastecida, particularmente en su parte situada en el Atlas teliano: Djurdjura, Babors y Bibans. Su cuenca hidrográfica cubre un área de 9200 km² repartidos en cuatro valiatos: Bouira, Bordj Bou Arréridj, Sétif y Béjaïa. Con el Cheliff, el Tafna y el Rhummel, el Soummam es uno de los ríos más grandes de Argelia. 
El uadi Soummam drena un área de 9200 km² dividida como sigue:
- Cuenca del uadi Sahel de Sour El Ghozlane (provincia de Bouira) en Akbou: 3750 km²;
- Cuenca del uadi Bou Sellam, de Ain-Oulmane (provincia de Setif) en Akbou: 4500 km²;
- Cuenca del Soummam, es estrictamente hablando, sólo de Akbou al mar: 950 km².

## El valle
El valle del Soummam lleva el nombre del río que lo cruza. Está localizado en Cabilia, una región del norte de Argelia, ocupando un ancho corredor en el valiato de Bujía.
Se sitúa entre el Akfadou-Gouraya en el norte, la cadena  de los Bibans (el territorio histórico de Aït Abbas) en el sureste y el valle Sahel-Djurdjura (comuna de Tazmalt) en el suroeste. El valle de Soummam, que se extiende desde Akbou hasta Bugía, aparece como un corredor estrecho y sinuoso de 65 km de longitud (dentro del valiato de Bugía) sobre un ancho máximo de 4 km en El Kseur.
Las laderas, sobre todo al sur, son pendientes relativamente suaves y, por tanto, muy desarrolladas. Esta área se divide en pequeñas unidades pedológicas: el flysch predomina en Akbou, la arenisca predomina en El Kseur.
Los municipios de Amizour, El Kseur, Ouzellaguen y Timezrit tienen vastas áreas adecuadas para cultivos ricos como la horticultura y el cultivo de frutas.

## Hidrología
El Soummam el valle está drenado por una red hidrográfica densa, compuesto por  numerosos  ríos permanentes e intermitentes, entre los que  el uadi Soummam representa el colector principal. Según los datos hidrológicos recogidos entre 1961 y 1976, el caudal medio del Soummam es de 25 m³ / s7. Durante el período de inundaciones de 1970, el caudal máximo registrado fue de 115,9 m³ / sy el caudal bajo (durante los meses de julio y agosto) se redujo a 0,6 m³ / s. De hecho, estos flujos presentan grandes irregularidades interanuales y, por tanto, estacionales.
En su desembocadura, el Soummam tiene un aporte de agua de 700 106 m³ / año  que  entra en el mar Mediterráneo (Visiterv, 1987). El aporte principal proviene de los afluentes de la margen izquierda, con un promedio total de 68 106 m³/año, y los afluentes de la margen derecha descargan un promedio de 25 × 106 m³ / año. Los afluentes de la margen izquierda se encuentran en vertientes con  más lluvia y  nieve, lo que les permite llevar un mayor caudal superficial que las vertientes drenadas por los afluentes de la margen derecha.

## Principales afluentes
Sus principales afluentes son de oeste a este:
- por la margen izquierda: uadi Sahel, uadi Illoula, uadi Tifrit, Ighzer Tisyar, Ighzer Amokrane, Ighzer Maâkel, uadi Remila, Ighzer Ouchekroune, uadi Sahel y uadi Khelil.
- por la margen derecha: uadi Bou Sellam, uadi Seddouk, uadi Imoula, uadi Amassine, uadi Amizour y uadi Tiachich.

Excepto quizás el uadi Bou Sellam, que es el principal afluente, todos los demás cursos son intermitentes. Esta red hidrográfica se superpone a las áreas  representadas por dos redes de fallas, SW-NE correspondiente a la dirección del uadi Soummam y NW-SE correspondiente a sus principales afluentes.

## Nombre
La palabra Soummam es una distorsión de la palabra cabilia  "assemmam", que  significa "ácido".
Plinio el Mayor había citado el Soummam como "Nasava"  por Tolomeo.